# Consejo de Ministros de Guatemala
El Consejo de Ministros de la República de Guatemala es un órgano constitucional del Organismo Ejecutivo conformado por el Presidente, Vicepresidente y los ministros de Estado, reunidos en sesión, quienes conocen de los asuntos sometidos a su consideración por el presidente de la República, quien lo convoca y preside. El mencionado órgano tiene su fundamento en el artículo constitucional 195. En ausencia del Presidente, el vicepresidente de la República lo preside. Este órgano es también denominado Gabinete de Gobierno, Gabinete de la República o Gabinete.
Los ministros de Estado son responsables de sus actos, de acuerdo con la Constitución y las leyes, aún en el caso de que obren por expresa orden del Presidente de la República. De las decisiones del Consejo de Ministros son solidariamente responsables los ministros que hubieren concurrido, salvo aquellos que hayan hecho constar su voto adverso. En ausencia del encargado de la cartera respectivo, los viceministros pueden sustituirlo en sus funciones, según sea el orden establecido, en el Consejo.
La Carta Magna, da importancia al Consejo de Ministros en decisiones de vital importancia o transcendentales para el país en algunos ámbitos. Debido a que el presidente de la República para realizar este tipo de decisiones bien necesita consultar, coordinar, someter a su consideración o bien dictar en conjunto según artículos constitucionales específicos, tales como:
1. Para emitir decreto de limitación de derechos constitucionales según el artículo 138 de la Constitución.
2. Para considerar la aceptación de la dimisión de un ministro de Estado según el artículo 167 de la Constitución.
3. Para realizar en ejercicio su derecho de veto de un decreto enviado por el Congreso necesita un previo acuerdo tomado en conjunto según el artículo 178 de la Constitución.
4. Para coordinar la política de desarrollo de la Nación según la literal m del artículo 183 de la Constitución.
5. Para la creación de plazas adicionales de viceministros necesita una opinión favorable según el artículo 200 de la Constitución.
6. Para elegir y nombrar a un magistrado de la Corte de Constitucionalidad se hace en conjunto según el artículo 269 de la Constitución.
7. Para proponer una iniciativa de reforma constitucional lo hará en conjunto según el artículo 277.

Estos aspectos traen consigo también la implicación de responsabilidad por las decisiones tomadas según el artículo mencionado en el primer párrafo y descritas en el segundo.

## Base Legal
El Consejo de Ministros de la República de Guatemala tiene su fundamento en las siguientes normativas:
- La Constitución Política de la República de Guatemala en los artículos 138, 167, 178, 183 literal m y n, 191 numeral 1 y 5, 194 numeral 7, 195, 200, 269 y 277
- La Ley del Organismo Ejecutivo, Decreto Número 114-97 del Congreso de la República de Guatemala en los artículos 16 y 17.

## Funciones
El Consejo de Ministros tiene las funciones siguientes que le asigna su Ley Orgánica, en el artículo 17:
1. Discutir y proponer al Presidente de la República su parecer sobre las políticas, planes y programas de gobierno.
2. Concurrir con el presidente de la República a declarar o no la lesividad de los actos o contratos administrativos, para los efectos de la interposición del recurso de lo contencioso administrativo.
3. Conocer y emitir opinión sobre los asuntos que someta a su consideración el presidente de la República.

## Ministerios de Estado
Para el despacho de los negocios del Organismo Ejecutivo, existen los Ministerios de Estado, los cuales son establecidos en el número que establece la Ley (actualmente son 14), según la necesidad requerida, asimismo con las atribuciones y la competencia que la misma les señale. Actualmente los Ministerios que conforman el Organismo Ejecutivo son:
| N.º |  | Ministerio                                               | Viceministerios | Siglas (Página Web) |
| --- |  | -------------------------------------------------------- | --- | ------------------- |
| 01  |  | Ministerio de Agricultura, Ganadería y Alimentación      | - Viceministro de Desarrollo Económico Rural - Viceministro de Sanidad Agropecuaria y Regulaciones - Viceministro de Seguridad Alimentaria y Nutricional - Viceministro de Agricultura, Ganadería y Alimentación Región Petén                | MAGA                |
| 02  |  | Ministerio de Ambiente y Recursos Naturales              | - Viceministro de Ambiente - Viceministro Administrativo Financiero - Viceministro de Recursos Naturales y Cambio Climático - Viceministro del Agua                                                                                          | MARN                |
| 03  |  | Ministerio de Comunicaciones, Infraestructura y Vivienda | - Viceministro Administrativo Financiero - Viceministro de Infraestructura - Viceministro de Comunicaciones - Viceministro de Transporte - Viceministro de Desarrollo Urbano y Vivienda - Viceministro de Edificios Estatales y Obra Pública | CIV                 |
| 04  |  | Ministerio de Cultura y Deportes                         | - Viceministro de Deporte y Recreación - Viceministro de Cultura - Viceministro de Patrimonio Cultural y Natural | MCD                 |
| 05  |  | Ministerio de la Defensa Nacional                        | - Jefe del Estado Mayor de la Defensa Nacional - Viceministro de la Defensa Nacional - Viceministro de Marina - Viceministro de Política de Defensa y Planificación                                                                          | MINDEF              |
| 06  |  | Ministerio de Desarrollo Social                          | - Viceministro Administrativo Financiero - Viceministro de Protección Social - Viceministro de Política, Planificación y Evaluación | MIDES               |
| 07  |  | Ministerio de Economía                                   | - Viceministro de Inversión y Competencia - Viceministro Administrativo Financiero - Viceministro de Integración y Comercio Exterior - Viceministro de Desarrollo de la MIPYME - Viceministro de Asuntos Registrales                         | MINECO              |
| 08  |  | Ministerio de Educación                                  | - Viceministro Administrativo de Educación - Viceministro Técnico de Educación - Viceministro de Educación Bilingüe e Intercultural - Viceministro de Diseño y Verificación de la Calidad Educativa                                          | MINEDUC             |
| 09  |  | Ministerio de Energía y Minas                            | - Viceministro del Área Energética - Viceministro de Minería e Hidrocarburos - Viceministro de Desarrollo Sostenible | MEM                 |
| 10  |  | Ministerio de Finanzas Públicas                          | - Viceministro de Transparencia Fiscal y Adquisiciones del Estado - Viceministro de Ingresos y Evaluación Fiscal - Viceministro de Administración Financiera - Viceministro de Administración Interna y Desarrollo de Sistemas               | MINFIN              |
| 11  |  | Ministerio de Gobernación                                | - Viceministro de Seguridad - Viceministro Administrativo - Viceministro de Prevención de la Violencia y del Delito - Viceministro de Tecnología de la Información y Comunicación - Viceministro de Antinarcotico                            | MINGOB              |
| 12  |  | Ministerio de Relaciones Exteriores                      | - Viceministro de Relaciones Exteriores I - Viceministro de Relaciones Exteriores II - Viceministro de Relaciones Exteriores III - Viceministro de Relaciones Exteriores IV                                                                  | MINEX               |
| 13  |  | Ministerio de Salud Pública y Asistencia Social          | - Viceministro de Hospitales - Viceministro de Atención Primaria - Viceministro de Regulación, Vigilancia y Control de la Salud - Viceministro Administrativo Financiero                                                                     | MINSALUD            |
| 14  |  | Ministerio de Trabajo y Previsión Social                 | - Viceministro de Administración del Trabajo - Viceministro Administrativo Financiero - Viceministro de Previsión Social y Empleo | MINTRABAJO          |

## Ministro de Estado
Los Ministros de Estado son los funcionarios titulares de los ministerios, siendo también, los de superior jerarquía dentro de cada uno de ellos, asimismo son designados por el presidente de la República, para un período de cuatro años pero pueden ser removidos por el mandatario, por causa justificada. Sus labores son coordinadas por el vicepresidente de la República según la Constitución y Ley Orgánica.
Cada uno de los ministros tiene el mismo nivel jerárquico y gozan de iguales prerrogativas e inmunidades. Además de ello, tienen autoridad, rectoría, ejercen coordinación y competencia en toda la República para los asuntos propios de su ramo, y son responsables de sus actos de conformidad con la Constitución y las leyes. 
Los ministros se reputan como en falta temporal cuando se encuentren fuera del territorio de la República o imposibilitados por enfermedad u otra incapacidad, para el ejercicio de sus funciones; en caso de ausencia lo sustituirá el Viceministro con mayor antigüedad en el cargo o, en su defecto, por el Viceministro con la segunda mayor antigüedad.

### Requisitos
Para ser ministros se deben reunir los requisitos que dicta la Constitución Política de la República, los cuales son los siguientes:
1. Ser guatemalteco;
2. Hallarse en el goce de los derechos de ciudadanos; y
3. Ser mayor de treinta años.

### Prohibiciones
Asimismo se prohíbe acceder al cargo de ministro:
1. Los parientes del Presidente o del Vicepresidente de la República, así como los de otro ministro de Estado, dentro del cuarto grado de consanguinidad y segundo de afinidad;
2. Los que habiendo sido condenados en juicio de cuentas no hubieren solventado sus responsabilidades;
3. Los contratistas de obras o empresas que se costeen con fondos del Estado, de sus entidades descentralizadas, autónomas o semiautónomas o del municipio, sus fiadores y quienes tengan reclamaciones pendientes por dichos negocios;
4. Quienes representen o defiendan intereses de personas individuales o jurídicas que exploten servicios públicos; y
5. Los ministros de cualquier religión o culto.

En ningún caso pueden los ministros actuar como apoderados de personas individuales o jurídicas, ni gestionar en forma alguna negocios de particulares.

### Funciones

#### Funciones constitucionales
Las funciones de los ministros, según la Constitución, son las siguientes:
1. Ejercer jurisdicción sobre todas las dependencias de su ministerio;
2. Nombrar y remover a los funcionarios y empleados de su ramo, cuando le corresponda hacerlo conforme a la ley;
3. Refrendar los decretos, acuerdos y reglamentos dictados por el presidente de la República, relacionados con su despacho para que tengan validez;
4. Presentar al Presidente de la República el plan de trabajo de su y anualmente una memoria de las labores desarrolladas;
5. Presentar anualmente al Presidente de la República, en su oportunidad el proyecto de presupuesto de su ministerio;
6. Dirigir, tramitar, resolver e inspeccionar todos los negocios relacionados con su ministerio;
7. Participar en las deliberaciones del Consejo de Ministros y suscribir los decretos y acuerdos que el mismo emita;
8. Concurrir al Congreso de la República y participar en los debates sobre negocios relacionados con su cartera. Velar por el estricto cumplimiento de las leyes, la probidad administrativa y la correcta inversión de los fondos públicos en los negocios confiados a su cargo.

#### Funciones orgánicas
Además de las que asigna la Constitución y otras leyes, los ministros tienen las siguientes funciones:
1. Cumplir y hacer que se cumpla el ordenamiento jurídico en los diversos asuntos de su competencia.
2. Participar en las sesiones del Consejo de Ministros, en la formulación de la política económica y social del Gobierno y en los planes, programas y proyectos de desarrollo de largo, mediano y corto plazo.
3. Ejercer la rectoría de los sectores relacionados con el ramo bajo su responsabilidad y planificar, ejecutar y evaluar las políticas públicas de su sector, en coherencia con la política general del gobierno, salvaguardando los intereses del Estado, con apego a la ley.
4. Desconcentrar y descentralizar las funciones y servicios públicos que corresponden a su ramo, y proponer los mecanismos para que el Gobierno de la República asuma para sí, en plan subsidiario, el financiamiento de dichos servicios, cuando así corresponda; en su caso, delegar las funciones de gestión administrativa, ejecución y supervisión de conformidad con esta ley.
5. En la ejecución de la política general del Gobierno, coordinar los esfuerzos de los órganos de la administración pública, bajo su responsabilidad, con las gobernaciones departamentales, las municipalidades, sector productivo, entidades privadas y la comunidad, respetando, en todo caso, la autonomía de los gobiernos municipales.
6. Dirigir y coordinar la labor de las dependencias y entidades bajo su competencia, así como la administración de los recursos financieros, humanos y físicos bajo su responsabilidad, velando por la eficiencia y la eficacia en el empleo de los mismos.
7. Gestionar la asignación presupuestaria de los recursos financieros necesarios para el funcionamiento de su ministerio y los programas de inversión de su ramo, velando porque los mismos sean invertidos con eficiencia, transparencia y conforme a la ley.
8. Participar, bajo la coordinación de la entidad rectora, en la negociación y concreción de la cooperación internacional correspondiente a su ramo.
9. Velar por el registro de los bienes de las dependencias a su cargo y remitir, al órgano correspondiente, certificación actualizada de los mismos, dentro de los primeros noventa días del próximo ejercicio fiscal.
10. Suscribir los acuerdos gubernativos y decretos emitidos por el presidente de la República en Consejo de Ministros, de conformidad con la ley y refrendar las iniciativas de ley presentadas al Congreso de la República y los decretos, acuerdos o reglamentos dictados por el presidente de la República, relacionados con su despacho.
11. Preparar y presentar al Presidente de la República, los proyectos de ley, acuerdos, reglamentos, informes y demás disposiciones relacionadas con el ramo bajo su responsabilidad.
12. Cuando así se considere, los Ministros de Estado elaborarán y propondrán al Presidente de la República, para su aprobación, un proyecto de modificaciones al reglamento orgánico interno del Ministerio a su cargo.
13. Dictar los acuerdos, resoluciones, circulares y otras disposiciones relacionadas con el despacho de los asuntos de su ramo, conforme la ley.
14. Presentar anualmente al Congreso de la República, dentro de los primeros diez días del mes de febrero de cada año, la memoria de las actividades de su ramo, que deberá contener, además, la ejecución presupuestaria de su Ministerio.
15. Resolver sobre los informes que los gobernadores departamentales presenten a la Presidencia de la República sobre las anomalías o deficiencias en el desempeño de las labores correspondientes a su ramo en los departamentos.
16. Tomar las medidas que correspondan, según la ley, en casos de faltas, incumplimiento de deberes u otras infracciones análogas cometidas por los funcionarios y empleados públicos bajo su autoridad, incluyendo los casos contenidos en los informes de los gobernadores departamentales.
17. Resolver los recursos de revocatoria y reposición que se presenten, por acuerdos y resoluciones de la administración a su cargo.
18. Celebrar y suscribir en nombre del Estado, los contratos administrativos relativos a los negocios que se relacionen con su ramo.

### Memoria de actividades o labores
Los ministros están obligados a presentar anualmente al Congreso de la República de Guatemala, en los primeros diez días del mes de febrero de cada año, la memoria de las actividades de sus respectivos ramos, que debe contener además la ejecución presupuestaria de su Ministerio.

### Comparecencia obligatoria a interpelaciones
Los ministros tienen la obligación de presentarse ante el Congreso de la República de Guatemala, con el objeto de contestar las interpelaciones que se les formule. Se exceptúan aquellas que se refieran a asuntos diplomáticos u operaciones pendientes según el artículo constitucional 166.

### Responsabilidad de los ministros y viceministros
Los ministros y viceministros son responsables de sus actos, de acuerdo con lo que prescribe el artículo constitucional 195 y lo que determina la Ley de Probidad y Responsabilidades de Funcionarios y Empleados Públicos.

## Viceministro de Estado
Los Viceministros son los funcionarios que tienen jerarquía inmediata inferior a la del Ministerio para el despacho y dirección de los negocios del ramo; sustituyen al Ministro en caso de falta temporal, en la siguiente forma: el Viceministro con mayor antigüedad en el cargo o, en su defecto, por el Viceministro con la segunda mayor antigüedad.
En cada Ministerio de Estado debe haber por los menos un viceministro. Para ser viceministro se requieren las mismas calidades que para ser ministro. Además tienen las mismas responsabilidades.

## Secretarías de la Presidencia y Vicepresidencia de la República
Las Secretarías de la Presidencia y Vicepresidencia son dependencias de apoyo a las funciones del Presidente y Vicepresidente de la República. No pueden ejercer funciones de ejecución de programas, proyectos ni otras funciones a cargo de Ministerios u otras instituciones de Gobierno, con excepción de la Secretaría de Coordinación Ejecutiva de la Presidencia, quien sí puede, por encargo del Presidente, realizar tales funciones.
En la Constitución, se establece que el presidente de la República de Guatemala tiene los secretarios que sean necesarios, actualmente son 15 secretarías. Las atribuciones de éstas son determinadas por la Ley. Los Secretarios General y Privado de la Presidencia de la República, deben reunir los mismos requisitos que se exigen para ser Ministro y gozan de iguales prerrogativas e inmunidades.
Actualmente las Secretarías de la Presidencia de la República de Guatemala son:
| N.º |  | Secretaría de la Presidencia de la República de Guatemala    | Siglas (Página Web) |
| --- |  | ------------------------------------------------------------ | ------------------- |
| 01  |  | Secretaría General de la Presidencia                         | SGP                 |
| 02  |  | Secretaría Privada de la Presidencia                         | SPP                 |
| 03  |  | Secretaría de Coordinación Ejecutiva de la Presidencia       | SCEP                |
| 04  |  | Secretaría de Comunicación Social de la Presidencia          | SCSPR               |
| 05  |  | Secretaría de Inteligencia Estratégica del Estado            | SIE                 |
| 06  |  | Secretaría de Planificación y Programación de la Presidencia | SEGEPLAN            |
| 07  |  | Secretaría de Asuntos Administrativos y de Seguridad         | SAAS                |
| 08  |  | Secretaría de Bienestar Social de la Presidencia             | SBS                 |
| 09  |  | Secretaría Presidencial de la Mujer                          | SEPREM              |
| 10  |  | Secretaría de Seguridad Alimentaria y Nutricional            | SESAN               |
| 11  |  | Secretaría de Obras Sociales de la Esposa del Presidente     | SOSEP               |

Las secretarías adcritas a la vicepresidencia de la República son:
| N.º |  | Secretaría de la vicepresidencia de la República de Guatemala           | Siglas (Página Web) |
| --- |  | ----------------------------------------------------------------------- | ------------------- |
| 01  |  | Secretaría Nacional de Administración de Bienes en Extinción de Dominio | SENABED             |
| 02  |  | Secretaría Nacional de Ciencia y Tecnología                             | SENACYT             |
| 03  |  | Secretaría contra la Violencia Sexual, Explotación y Trata de Personas  | SVET                |

Sin embargo, aunque las Secretarías de la Presidencia de la República están dentro del Título IV: Poder Público, Capítulo III: Organismo Ejecutivo, Sección Tercera: Ministros de Estado, artículo 202, no forman parte del Consejo de Ministros.